# 贝恩特-奥托·雷宾德
贝恩特-奥托·雷宾德（瑞典語：Berndt-Otto Rehbinder，1918年5月1日—1974年12月12日），瑞典男子击剑运动员。他曾代表瑞典参加1952年、1956年和1960年夏季奥林匹克运动会击剑比赛，获得一枚银牌。